# Hatred (Computerspiel)
Hatred („Hass“) ist ein Shoot ’em up vom Entwickler Destructive Creations und wurde am 1. Juni 2015 für Microsoft Windows veröffentlicht.
Im April 2016 wurde das Spiel in Deutschland von der Bundesprüfstelle für jugendgefährdende Medien auf Antrag der Kommission für Jugendmedienschutz mit der Entscheidung Nr: 12371 als Telemedium auf Listenteil D indiziert, weil es aufgrund von Gewaltdarstellungen nach § 131 StGB als möglicherweise strafrechtlich relevant beurteilt wurde. Im Dezember 2016 hat das Amtsgericht Tiergarten sieben unkommentierte Videoclips mit Aufnahmen des Spieles wegen Gewaltverherrlichung und Menschenwürdeverletzung nach § 131 StGB beschlagnahmt.

## Handlung
Der Protagonist ist ein misanthropischer, soziopathischer Massenmörder, der einen „Genozid-Kreuzzug“ beginnt, um so viele Menschen wie möglich zu töten.

## Entwicklung
Hatred ist das erste Spiel von Destructive Creations, einem Videospielentwickler aus Gliwice in Polen. Der Großteil der Mitarbeiter hat zuvor für den polnischen Entwickler The Farm 51 gearbeitet.
Destructive Creations hat Hatred am 16. Oktober 2014 mit einem Trailer angekündigt, den eine Vielzahl von Computerspiele-Journalisten als „kontrovers“ beschrieben. Die Entwickler beschrieben Hatred als Reaktion auf den Trend der politischen Korrektheit in Videospielen und wollten ein Spiel entwickeln, welches Höflichkeit, bunte Farben und Videospiele als Kunstform meidet. In dieser Hinsicht wollten sie auch ein Spiel kreieren, das die Geschichte der Branche als „ein rebellisches Medium“ zurückfordert und Grundunterhaltung ohne „jegliche falsche Philosophie“ zurückbringt. Obwohl der Trailer provokant sein sollte, hat der Vorsitzende von Destructive Creations, Jarosław Zieliński, nicht mit dem Ausmaß der Reaktionen und unterstützender Fanmail gerechnet. Er fügte hinzu, dass er nicht finde, dass der Trailer eine moralische Grenze überschreite und dass diejenigen, die dem nicht zustimmen, ja das Spiel nicht spielen bräuchten. In einem Interview mit Vice merkte Zieliński an, dass die Dark-Ambient-Musik im Spiel sowie das Charakterdesign absichtlich ohne Freude dargestellt werden sollten, und sagte: „Ich will nichts rechtfertigen. Ich will, dass der Spieler sich fragt: warum.“ Das Spiel basiert auf der Unreal Engine 4 und Nvidia PhysX. Das Unreal-Logo wurde nach einer Bitte von Unreal-Entwickler Epic Games entfernt.
Das Entwicklerteam wählte die Einzelspieler-Plattform aufgrund der Größe des Teams und hoffte darauf, das Spiel über Steam und GOG.com zu vertreiben. Am 15. Dezember 2014 stand Hatred kurzzeitig auf Steam Greenlight zur Abstimmung, wurde aber vom Plattformanbieter zunächst wieder entfernt; ein Verantwortlicher von Steam sagte aus, dass die Firma „Hatred nicht veröffentlichen werde.“ Am 16. Dezember wurde das Spiel auf dem Service wieder aufgenommen und Valve-Chef Gabe Newell schickte eine Entschuldigung an die Entwickler. Daraufhin wurde es zu dem Spiel, für das auf Greenlight am meisten abgestimmt wurde und es erfolgreich am 29. Dezember freigegeben werden konnte.
Im Januar 2015 wurde Hatred die Wertung „Adults Only“ (deutsch: Nur für Erwachsene) von dem Entertainment Software Rating Board (ESRB) gegeben. Es ist das dritte Videospiel, das diese Wertung aufgrund von extremer Gewalt anstatt von sexuellen Inhalten erhielt; zuvor erhielten die Spiele Manhunt 2 und das unveröffentlichte Thrill Kill diese Wertung. Einer der Entwickler focht die Wertung an und sagte, dass man „nicht ganz überzeugt“ von dieser Wertung sei, aufgrund der Assoziation zu sexuell expliziten Spielen. Jedoch fügte der Entwickler hinzu, dass „es trotzdem eine Art Errungenschaft ist, das zweite Spiel in der Geschichte zu haben, das solch eine Wertung bloß für Gewalt und Sprache erhält. Obwohl die Gewalt nicht wirklich so schlimm und die Sprache nicht überbeansprucht ist.“ Der zweite Trailer wurde am 29. Januar 2015 zusammen mit den Vorbestellungsinformationen veröffentlicht. Darin wurden neue Waffen wie zum Beispiel ein Flammenwerfer und neue Hinrichtungsanimationen gezeigt.
Die Entwickler haben angekündigt, dass kurz nach der Veröffentlichung Entwicklungstools für Hatred zur Verfügung gestellt werden sollen.
Der Spieledistributor GOG entschied sich ohne Angabe konkreter Gründe, das Spiel nicht in seinen Katalog aufzunehmen. Im Rahmen der Veröffentlichung über die Vertriebsplattform Steam wurde ein Kauf durch in Deutschland oder Australien lebende Kunden unterbunden. Diese Einschränkung, die möglicherweise rechtlichen Schritten entgegenwirken soll, wurde nicht von der Vertriebsplattform, sondern vom Hersteller Destructive Creations initiiert.

## Rezeption
Paul Tassi von Forbes merkte an, dass, obwohl der Spieler dieselbe Kapazität habe, Unschuldige zu ermorden wie zum Beispiel in den Videospielreihen Grand Theft Auto oder Fallout, in diesen Spielen solche Handlungen bestraft würden, wogegen Hatred dieses nicht tue, da Gewalt „wortwörtlich […] der einzige Inhalt des Spiels“ sei. Mike Splechta von GameZone hinterfragte das Timing des Spiels und wie es der „nächste Sündenbock“ werden könnte, wenn Videospiele wieder für Amokläufe an Schulen und andere Gewalttaten verantwortlich gemacht werden. Der Guardian bezeichnete das Spiel als „albernes Ballerspiel, das sich um einen Stepptanz zwischen selbstverachtender Parodie und pseudo-anarchistischer Pose bemüht, um alle Bereiche, Stimmungen und Streitpunkte seiner demografischen Zielgruppe abzudecken“; es sei exakt zugeschnitten auf die Zielgruppe der frustrierten Gamer, die sich durch die Diskussionen über Sexismus und Gewalt in Videospielen marginalisiert fühlten. Ähnlich urteilte Andre Peschke von der Zeitschrift GameStar, der das Spiel vor Veröffentlichung als „Spiel für Loser“ bezeichnete, eine „kalkulierte Provokation, maßgeschneidert, um die schon so oft abgespulte Diskussion vom Amok-Simulator neu aufzurollen und der Nischenkundschaft den Kitzel des Verruchten vorzugaukeln“. Technisch wirke es zwar kompetent, spielerisch aber belanglos und inhaltlich ohne erkennbare Ambitionen „jenseits des Tabubruchs um seiner selbst willen“. Im Test der finalen Fassung erhielt das Spiel eine Wertung von 33 %. Das Spiel sei ohne seine Amokthematik als Computerspiel in keinem Punkt herausragend. Die Kernmechanik eines Top-Down-Shooters, die Schießereien, würden funktionieren, darüber hinaus gäbe es jedoch nichts, was das Spiel von Konkurrenzprodukten abhebe und besser mache. Inhaltlich versage das Spiel durch das Fehlen jeglicher Handlung oder Kontextualisierung und liefere weder einen cleveren noch relevanten Beitrag zu der vom Entwickler postulierten Überhandnahme von political correctness. Das Spiel verstecke sich hinter einer spannenden Frage, ohne sie zu beantworten. Stattdessen diene dies lediglich als Vorwand, „um zu provozieren und [...] Gewalt und Hass zu zelebrieren“. Für Felix Schütz von PC Games ist das Computerspiel „ein bösartiger Amoklaufsimulator, der das Abschlachten Unschuldiger glorifiziert.“. Er hält ihn für „derart eintönig und lustlos, dass selbst gewaltbegeisterte Spieler schnell das Interesse verlieren dürften.“ Chris Carter von destructoid.com bezeichnete Hatred als „lauwarm“ und bewertete es als durchschnittlich mit 5,5 von zehn Punkten. Die International Business Times kritisierte, dass der Spieler hauptsächlich wehrlose Opfer ins Visier nimmt und das Ausleben sadistischer Fantasien im Vordergrund stehe.
Die Toronto Sun bezeichnete das Spielen des Computerspieles als „Zeitverschwendung“.
Forbes, The Guardian, Rock, Paper, Shotgun und Kotaku bezeichneten Hatred als „Massenmörder-Simulator“.
Bei Metacritic erhielt das Computerspiel die Wertung 43 von 100 Punkten.

### Trailer
Mehrere Videospiel-Journalisten reagierten negativ auf den Ankündigungstrailer, insbesondere aufgrund der „Darstellung von schamloser Gewalt“. Colin Campbell von Polygon schrieb, dass sie auf die Presseveröffentlichung „mit ernster Abscheu“ reagierten. Sie beschrieben den Trailer als „entsetzlich, extrem brutal und sehr geschmacklos“. Der NDR berichtete, dass der Amokläufer im Trailer des Spiels, „ein bis an die Zähne bewaffneter weißer Mann“, in einer knappen Minute mehr als 20 Opfer niedermetzelt – „ausschließlich Schwarze, Asiaten und Polizisten“. David Murphy von PC Magazine schrieb, man solle sich auf die Reaktionen auf diesen extrem brutalen Shooter vorbereiten, falls das Spiel überhaupt je veröffentlicht werde. Er verglich das Spiel mit Manhunt, Postal und Mortal Kombat – andere Videospiele, die aufgrund der Gewaltdarstellung als kontrovers gelten – und meinte, dass Hatred „für genau so viel Kontroverse sorgen wird“. Ben Kuchera von Polygon schrieb, dass der Trailer ein „rhetorischer Misserfolg“ sei, da dieser vorgehabt hätte, die Zuschauer zu schocken, aber letzten Endes die an den Slipknot-Stil angelehnte, jugendliche aufmerksamkeitssuchende 1990er-„Schockkultur“ widerspiegelte. Im Gegensatz dazu empfand der Vorsitzende von Destructive Creations, dass der Trailer bei der sogenannten „Schocktaktik“ sehr gute Arbeit geleistet habe, und fügte hinzu, dass die Reaktion der Branche die politische Korrektheit widerspiegelte, wogegen das Spiel rebelliert.
Medien berichteten in Zusammenhang mit der Veröffentlichung des Trailers über Verbindungen des Studiochefs Jarosław Zieliński und einigen seiner Kollegen von Destructive Creations zur rechtsradikalen Szene. Zieliński soll via Facebook Unterstützung für die Neo-Nazi-Organisation „Polska Liga Obrony“ geäußert haben, die mit Aktionen gegen Muslime Schlagzeilen machte. Sein Kollege Marcin Kaźmierczak soll der nationalistischen und homophoben Jugendorganisation „Młodzież Wszechpolska“ nahestehen. Daraufhin distanzierten sich Zieliński und zwei seiner Mitarbeiter von nationalsozialistischer Ideologie und wiesen den Vorwurf des Rassismus zurück.
Der zweite Trailer mit dem Titel Devastation erhielt ähnliche Kritiken. Laut Polygon ist er „genauso brutal und zynisch wie der erste Trailer.“